# August Hobl
August Hobl (Frankfurt, 13 de abril de 1931) fue un piloto de motociclismo alemán, que compitió en el Campeonato del Mundo de Motociclismo, desde 1952 hasta 1956.

## Biografía
August Hobl era hijo de August Hauptmann y Kreszentia Hobl. Su padre encontró trabajo en la empresa Adler en Frankfurt. August nació allí, pero la familia se mudó a Ingolstadt en julio de 1931. De 1937 a 1945, August asistió a la "Realschule" en Ingolstadt. Luego, la ciudad fue bombardeada y la casa de la familia Hauptmann-Hobl también resultó dañada por lo que se tuvieron que mudar con la abuela de August en Königsmoos. August quería convertirse en mecánico de aviones, pero fue contratado como aprendiz en un taller en Pobenhausen (Landkreis Neuburg-Schrobenhausen). En la firma Schweiger aprendió todo sobre el trabajo de los metales y la reparación de todo tipo de equipos. August tuvo que obtener su licencia de conducir para entregar pedidos con un DKW 500 con sidecar. Después de tres años en la firma Schweiger, August se graduó en 1949 y aprendió el oficio de mecánico de automóviles y se puso a trabajar en el departamento de producción de motocicletas de Auto-Union en Ingolstadt. En 1950 se incorporó al departamento de pruebas de la DKW.

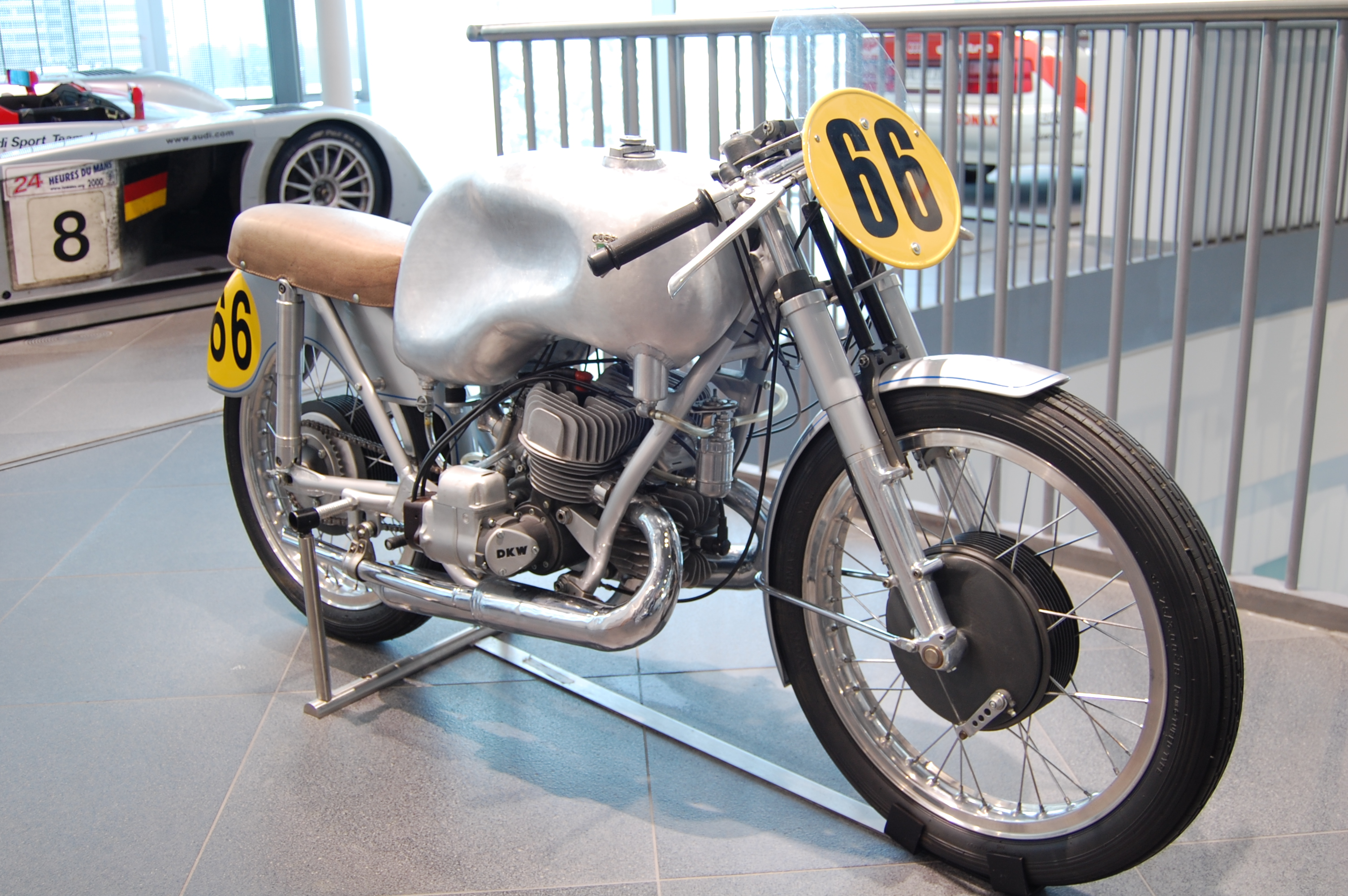
DKW RM 350

En 1951 compitió por primera vez con una DKW RT 125 prestada y modificada en la Danube Ring Race de Ingolstadt. Su debut llegó en el momento justo. En 1952 Alemania volvía a poder participar en competiciones internacionales y fueron precisamente las marcas DKW y NSU las que disponían del equipamiento adecuado para hacerlo. En 1953, ya corría para el equipo DKW, lo que le permitió aprender el oficio de la mano de pilotos experimentados como Ewald Kluge y Siegfried Wünsche. De 1954 a 1956, Hobl formó parte del equipo DKW como piloto oficial y compitió en el Mundial de 250cc y 350 cc. En 1955, Hobl se proclamó campeón de Alemania de 350cc y apareció en las carreras de Hohenstein-Ernstthal con una nueva máquina de 125cc basada en su DKW RM 350. Las mediciones mostraron que el cilindro horizontal ofrecía más potencia y, por lo tanto, se construyó una máquina de 125cc con ese cilindro horizontal. Este motor de dos tiempos ofrecía 17 CV. Con esta máquina, Hobl venció a los pilotos favoritos de IFA en Sachsenring. En 1956 piloto junto a Karl Hofmann, Hans Bartl y el británico Cecil Sandford como compañeros. Hobl se convirtió en campeón de Alemania en las categorías de 125 y 350 cc. Además, quedó segundo en el campeonato de 350cc de 1956. Cuando DKW se retiró en 1956, August Hobl también puso fin a su propia carrera.

## Resultados en el Mundial de Velocidad
Sistema de puntuación desde 1950 hasta 1968:
| Posición | 1.º | 2.º | 3.º | 4.º | 5.º | 6.º |
| Puntos   | 8   | 6   | 4   | 3   | 2   | 1   |

Hasta 1955 se contaban los 5 mejores resultados.
(carreras en cursiva indica vuelta rápida)
| Año  | Categoría | Equipo | 1       | 2     | 3       | 4      | 5     | 6     | 7      | 8     | 9       | Pts. | Pos. |
| ---- | --------- | ------ | ------- | ----- | ------- | ------ | ----- | ----- | ------ | ----- | ------- | ---- | ---- |
| 1952 | 250cc     | DKW    | SUI -   | IOM - | NED Ret |        | RFA - | ULS - | NAT -  |       |         | 0    | –    |
| 1953 | 250cc     | DKW    | IOM -   | NED 6 |         | RFA 3  |       | ULS - | SUI 12 | NAT - | ESP 6   | 6    | 8.º  |
| 1953 | 350cc     | AJS    | IOM -   | NED - | BEL Ret |        | FRA - | ULS - | SUI -  | NAT 4 |         | 3    | 12.º |
| 1953 | 500cc     | DKW    | IOM Ret | NED - | BEL -   | RFA -  | FRA - | ULS - | SUI -  | NAT - | ESP Ret | 0    | –    |
| 1954 | 350cc     | DKW    | FRA -   | IOM - | ULS -   | BEL 17 | NED - | GER - | SUI -  | NAT - | ESP -   | 0    | -    |
| 1955 | 125cc     | DKW    | ESP -   | FRA - | IOM -   | GER -  | BEL - | NED - | ULS -  | NAT 4 |         | 3    | 9.º  |
| 1955 | 350cc     | DKW    |         | FRA - | IOM -   | GER 2  | BEL 2 | NED 4 | ULS -  | NAT 5 |         | 17   | 3.º  |
| 1956 | 125cc     | DKW    | IOM -   | NED 3 | BEL Ret | RFA 5  | ULS - | NAT 8 |        |       |         | 6    | 7.º  |
| 1956 | 350cc     | DKW    | IOM -   | NED 3 | BEL 2   | RFA 2  | ULS 7 | NAT 6 |        |       |         | 17   | 3.º  |